# I Bet My Life
"I Bet My Life" é uma canção da banda norte-americana de rock Imagine Dragons. A música foi lançada em 27 de outubro de 2014, para o segundo álbum de estúdio do Imagine Dragons, Smoke + Mirrors, e juntamente com Shots e Gold, I Bet My Life é um dos singles do álbum. A banda tocou a música ao vivo no American Music Awards (2014), evento em que a banda ganhou o prêmio Favorite Alternative Artist.

## Vídeo da música
No dia 12 de dezembro de 2014, Imagine Dragons lançou o vídeo oficial da música. O vídeo foi dirigido por Jodeb com recursos do ators Dane DeHaan e Alex Neustaedter.
O início e o fim do vídeo é filmado no Salt River no Arizona. Um carro é mostrado dirigindo-se em direção ao rio. Os passageiros do carro são os membros do Imagine Dragons, e os seus parentes e amigos. Em algum outro lugar perto do rio, um rapaz de camisa branca (Dane DeHaan) e um menino de macacão (Alex Neustaedter) estão lutando perto d'água. Até que Neustaedter empurra DeHaan no rio. DeHaan é levado para longe pela água. DeHaan é puxado em direção a uma barragem, em que ele é sugado para dentro. Ele aterrissa em uma casa, e olha pela janela e encontra tudo debaixo d'água. Ele encontra uma cama e vai dormir. Na manhã seguinte, DeHaan encontra-se em um veleiro, e assume o controle dele. Ele tenta, sem sucesso, evitar uma cachoeira, mas ao em vez de cair, acaba voando. Enquanto DeHaan olha para baixo em cima do barco, o barco vira. Ele cai em uma cidade, e uma multidão o segura. Até que ele é puxado da água até a superfície por Neustaedter, sobrevive, e percebe que tudo que viu, era apenas uma ilusão, e esta é a última cena do vídeo.

## Remixes
Bastille, Alex Adair, Lost Kings, Imagine Dragons e Riot Games fizeram e lançaram remixes da canção.

## Posições nas paradas
| Paradas                                       | Posições |
| --------------------------------------------- | -------- |
| Alemanha (Official German Charts)             | 65       |
| Austrália (ARIA Charts)                       | 36       |
| Áustria (Ö3 Austria Top 40)                   | 74       |
| Bélgica (Ultratip Flanders)                   | 5        |
| Bélgica (Ultratip Wallonia)                   | 6        |
| Canadá (Canadian Hot 100)                     | 15       |
| Canadá CHR/Top 40 (Billboard)                 | 38       |
| Canadá Hot AC (Billboard)                     | 24       |
| Canadá Rock (Billboard)                       | 4        |
| Croácia (Croatian Airplay Chart)              | 29       |
| Espanha (PROMUSICAE)                          | 30       |
| Estados Unidos Adult Top 40 (Billboard)       | 7        |
| Estados Unidos Adult Contemporary (Billboard) | 17       |
| Estados Unidos Billboard Hot 100              | 28       |
| Estados Unidos Hot Rock Songs (Billboard)     | 3        |
| Estados Unidos Mainstream Top 40 (Billboard)  | 28       |
| Estados Unidos Rock Airplay (Billboard)       | 3        |
| França (SNEP)                                 | 42       |
| Hungria (Single Top 40)                       | 20       |
| Irlanda (IRMA)                                | 40       |
| Itália (FIMI)                                 | 54       |
| Nova Zelândia (Recorded Music NZ)             | 28       |
| Países Baixos (Dutch Top 40)                  | 27       |
| Países Baixos (Single Top 100)                | 63       |
| Reino Unido Singles (Official Charts Company) | 27       |
| Suíça (Schweizer Hitparade)                   | 71       |

## Certificações
| Região                | Certificação | Vendas  |
| --------------------- | ------------ | ------- |
| Canadá (Music Canada  | Platina      | 10,000  |
| Estados Unidos (RIAA) | Ouro         | 500,000 |
| Itália (FIMI)         | Ouro         | 25,000  |
| Noruega (IFPI Norway) | Ouro         | 5,000   |